# Shepperton Studios
Gli Shepperton Studios, situati a Shepperton, Surrey, Inghilterra, nelle vicinanze dell'aeroporto di Heathrow. Sono degli studi cinematografici inglesi con una lunga storia di produzione cinematografica.
Costruiti nel 1931, sono stati la location di numerosi film, tra cui Il terzo uomo, Alien, Gandhi, The Elephant Man, Passaggio in India, Enrico V, Robin Hood - Principe dei ladri e Hugo Cabret. Per Oliver!, lo studio è stato premiato con il Premio Oscar per il miglior sonoro nel 1969. Dal 1986 al 2008 nello studio è stato filmato Il trenino Thomas, e tra il 1987 e il 1988 è stato filmato Tugs, due serie prodotte dagli stessi produttori. Fanno parte dei The Pinewood Studios Group, assieme a Pinewood Toronto Studios e Pinewood Dominican Republic.